# Sweet Home (Oregon)
Sweet Home é uma cidade localizada no estado norte-americano de Oregon, no Condado de Linn.

## Demografia
Segundo o censo norte-americano de 2000, a sua população era de 8016 habitantes.
Em 2006, foi estimada uma população de 8576, um aumento de 560 (7.0%).

## Geografia
De acordo com o United States Census Bureau tem uma área de
14,9 km², dos quais 13,8 km² cobertos por terra e 1,1 km² cobertos por água. Sweet Home localiza-se a aproximadamente 149 m acima do nível do mar.

## Localidades na vizinhança
O diagrama seguinte representa as localidades num raio de 24 km ao redor de Sweet Home.